# Brit Virgin-szigeteki labdarúgó-válogatott
A brit Virgin-szigeteki labdarúgó-válogatott a Brit Virgin-szigetek nemzeti csapata, amelyet a Brit Virgin-szigeteki labdarúgó-szövetség (angolul: British Virgin Islands Football Association) irányít. A CONCACAF-tag karib-térségi válogatott eddig még nem ért el kimagasló eredményt nemzetközi labdarúgótornákon, illetve a térség csapatainak rendezett karibi kupa döntőjébe sem jutottak még be.

## Története
Annak ellenére, hogy a Brit Virgin-szigeteki labdarúgó-szövetséget 1974-ben alapították, a nemzeti labdarúgó-válogatott első, nem hivatalos mérkőzését csak 11 évvel később, 1985-ben játszotta Anguilla ellen a Szélcsendes-szigetek labdarúgótornáján. A nemzeti tizenegy első komoly megmérettetésére az 1991-es karibi kupa selejtezősorozatán került sor. A Saint Kitts és Nevisen megrendezett selejtezőcsoport nyitómérkőzésén, történelmi jelentőségű első hivatalos párharcukat 2–1-es arányban elvesztették a  Kajmán-szigeteki labdarúgó-válogatottal szemben, majd a hazai csapat elleni 0–0-s pontoszkodásuk a csoport utolsó helyét eredményezte.
Az 1992-es karibi kupa selejtezője az egy évvel korábbinál is rosszabbul sikerült, mivel előbb Saint Kitts és Nevistől 4–0-s, majd Antigua és Barbuda ellen 2–0-s vereséget szenvedtek, így lőtt gól és szerzett pont nélkül utaztak haza.
1993. március 29-én Saint Kitts és Nevis ellen játszották első CONCACAF-aranykupa selejtező mérkőzésüket az 1993-as karibi kupa selejtezőjének keretein belül, ahol újfent mindkét mérkőzésüket elvesztették. Ez az év azonban mégis fordulópontnak volt tekinthető a Brit Virgin-szigeteki labdarúgás történelmében. Kenrick Grant - aki Angliában szerzett edzői diplomát - hazatért, hogy a labdarúgást a fiatalok körében népszerűsítse. A szövetség támogatását élvező szakember 1994 nyarán megszervezte és útjára indította az első ifjúsági labdarúgó-bajnokságot. A megkezdett munkát később angliai szakemberek és a Nemzetközi Labdarúgó-szövetség anyagi támogatásai segítették.

## Korábbi mérkőzések 2008-ban
| Időpont           | Helyszín | Ellenfél                     | Eredmény | Kiírás       |
| ----------------- | -------- | ---------------------------- | -------- | ------------ |
| 2008. március 14. | Tortola  | Amerikai Virgin-szigetek (o) | 0 – 0    | barátságos   |
| 2008. március 15. | Tortola  | Amerikai Virgin-szigetek (o) | 1 – 1    | barátságos   |
| 2008. március 26. | Nassau   | Bahama-szigetek (i)          | 1 – 1    | vb-selejtező |
| 2008. március 30. | Nassau   | Bahama-szigetek (i)          | 2 – 2    | vb-selejtező |

## Következő mérkőzések
Nincs meghatározott időpontra lekötött mérkőzésük.

## Világbajnoki szereplés
- 1930 - 1998: Nem indult..
- 2002 - 2018: Nem jutott be.

## CONCACAF-aranykupa-szereplés
- 1991: Nem jutott be.
- 1993: Nem jutott be.
- 1996: Visszalépett.
- 1998 - 2005: Nem jutott be.
- 2007: Visszalépett.